# Đảo Aua
Aua là một hòn đảo trong quần đảo Bismarck. Nó là một phần của quần đảo Tây, Papua New Guinea.
Đảo Aua được trang bị một sân bay theo danh sách mã các sân bay của AITA mã (code: AUI).